# Tollent
Tollent est une commune française située dans le département du Pas-de-Calais en région Hauts-de-France.
La commune fait partie de la communauté de communes du Ternois qui regroupe 103 communes et compte 37 469 habitants en 2021.

## Géographie

### Localisation
Localisée dans le sud du département du Pas-de-Calais et limitrophe du département de la Somme, Tollent est une commune drainée par l'Authie et  située, à vol d'oiseau, à 8 km au nord-ouest de la commune d'Auxi-le-Château, à 10 km au sud de la commune d'Hesdin-la-Forêt et à 54 km à l'ouest de la commune d’Arras (chef-lieu d'arrondissement et préfecture du Pas-de-Calais).
Le territoire de la commune est limitrophe de ceux de cinq communes, dont une, Boufflers, située dans le département de la Somme.
Les communes limitrophes sont Caumont, Gennes-Ivergny, Labroye, Le Boisle et Boufflers.

### Géologie et relief
La superficie de la commune est de 4,31 km2 ; son altitude varie de 17  à   108 mètres.

### Hydrographie
Le territoire de la commune est situé dans le bassin Artois-Picardie.
La commune est traversée par deux cours d'eau :
- l'Authie, cours d'eau naturel de 108,18 km, qui prend sa source dans la commune de Coigneux, située dans le département de la Somme, et qui se jette dans la Manche entre les communes de Berck et de Fort-Mahon-Plage[4] ;
- le ruisseau de la Fontaine Riante, cours d'eau naturel non navigable de 6,2 km, qui prend sa source dans la commune de Fontaine-l'Étalon et se jette dans l'Authie au niveau de la commune de Boufflers[5].

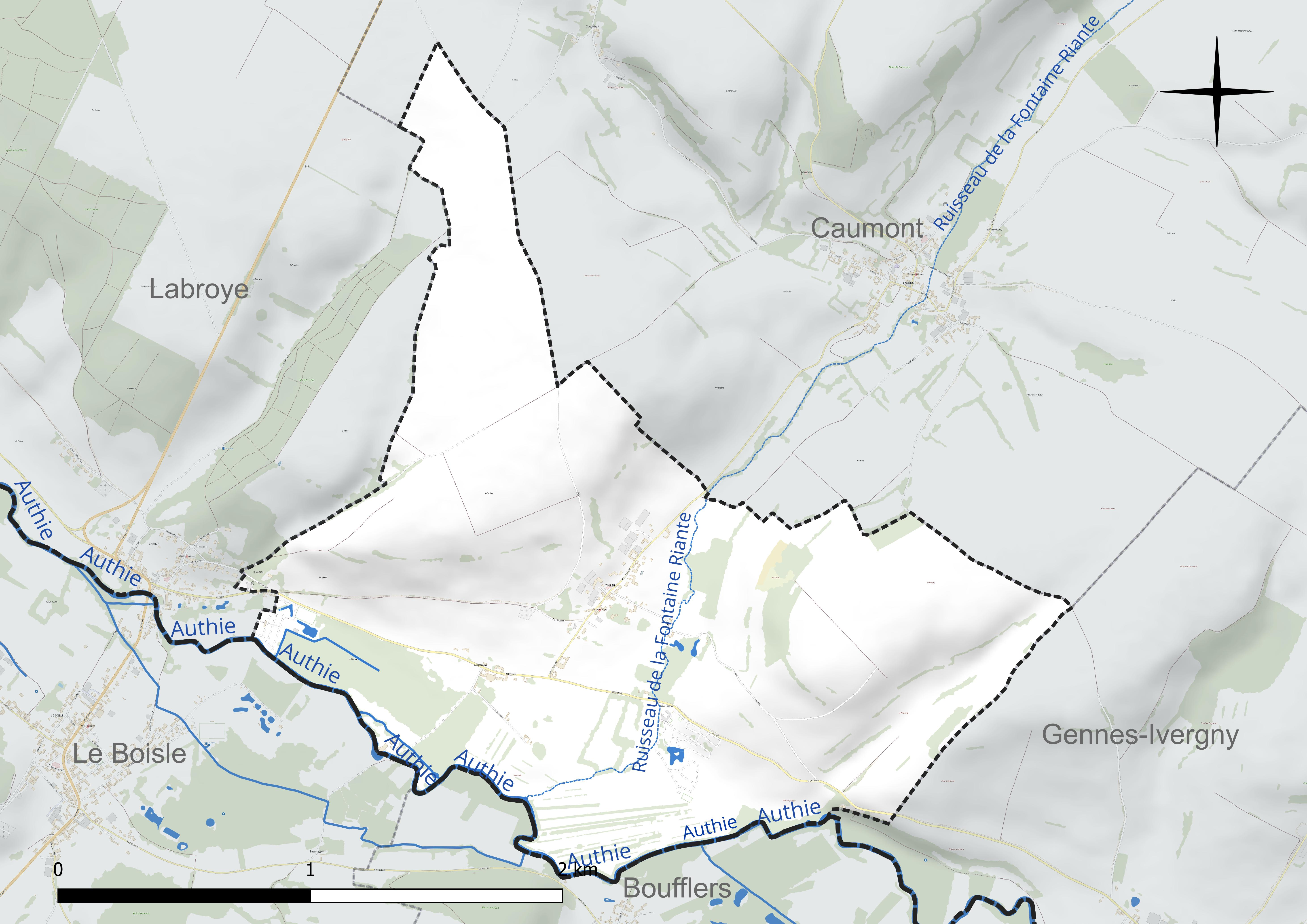
Réseau hydrographique de Tollent.

### Climat
Pour des articles plus généraux, voir Climat des Hauts-de-France et Climat du Nord-Pas-de-Calais.
En 2010, le climat de la commune est de type climat océanique altéré, selon une étude du Centre national de la recherche scientifique (CNRS) s'appuyant sur une série de données couvrant la période 1971-2000. En 2020, Météo-France publie une typologie des climats de la France métropolitaine dans laquelle la commune est exposée à un climat océanique et est dans la région climatique Côtes de la Manche orientale, caractérisée par un faible ensoleillement (1 550 h/an) ; forte humidité de l’air (plus de 20 h/jour avec humidité relative > 80 % en hiver), vents forts fréquents.
Pour la période 1971-2000, la température annuelle moyenne est de 10,2 °C, avec une amplitude thermique annuelle de 13,4 °C. Le cumul annuel moyen de précipitations est de 880 mm, avec 13,1 jours de précipitations en janvier et 8,4 jours en juillet. Pour la période 1991-2020, la température moyenne annuelle observée sur la station météorologique la plus proche, située sur la commune de Humières à 18 km à vol d'oiseau, est de 10,9 °C et le cumul annuel moyen de précipitations est de 856,9 mm,. Pour l'avenir, les paramètres climatiques de la commune estimés pour 2050 selon différents scénarios d'émission de gaz à effet de serre sont consultables sur un site dédié publié par Météo-France en novembre 2022.

### Paysages
Pour un article plus général, voir Paysage en France.
La commune s'inscrit dans l'ouest du « paysage du val d’Authie » tel que défini dans l’atlas des paysages de la région Nord-Pas-de-Calais, conçu par la direction régionale de l'Environnement, de l'Aménagement et du Logement (DREAL),.
Ce paysage, qui concerne 83 communes, se délimite : au sud, dans le département de la  Somme par le « paysage de l’Authie et du Ponthieu, dépendant de l’atlas des paysages de la Picardie et au nord et à l’est par les paysages du Montreuillois, du Ternois et les paysages des plateaux cambrésiens et artésiens. Le caractère frontalier de la vallée de l’Authie, aujourd’hui entre le Pas-de-Calais et la Somme, remonte au Moyen Âge où elle séparait le royaume de France du royaume d’Espagne, au nord.
Son coteau Nord est net et escarpé alors que le coteau Sud offre des pentes plus douces. À l’Ouest, le fleuve s’ouvre sur la baie d'Authie, typique de l’estuaire picard, et se jette dans la Manche. Avec son vaste estuaire et les paysages des bas-champs, la baie d’Authie contraste avec les paysages plus verdoyants en amont.
L’Authie, entaille profonde du plateau artésien, a créé des entités écopaysagères prononcées avec un plateau calcaire dont l’altitude varie de 100  à   163 m qui s’étend de chaque côté du fleuve. L’altitude du plateau décline depuis le pays de Doullens, à l'est (point culminant à 163 mètres), vers les bas-champs picards, à l'ouest (moins de 40 mètres). Le fond de la vallée de l’Authie, quant à lui, est recouvert d’alluvions et de tourbes. L’Authie est un fleuve côtier classé comme cours d'eau de première catégorie où le peuplement piscicole dominant est constitué de salmonidés. L’occupation des sols des paysages de la Vallée de l’Authie est composée pour 70 % en culture.

### Milieux naturels et biodiversité

#### Zones naturelles d'intérêt écologique, faunistique et floristique
L’inventaire des zones naturelles d'intérêt écologique, faunistique et floristique (ZNIEFF) a pour objectif de réaliser une couverture des zones les plus intéressantes sur le plan écologique, essentiellement dans la perspective d’améliorer la connaissance du patrimoine naturel national et de fournir aux différents décideurs un outil d’aide à la prise en compte de l’environnement dans l’aménagement du territoire.
Le territoire communal comprend une ZNIEFF de type 1 : la forêt de Labroye et les côtes de Biencourt. Cette ZNIEFF est située dans le complexe écologique de la moyenne vallée de l’Authie et de ses versants, la forêt de Labroye en occupant la partie centrale.
et une ZNIEFF de type 2 : la moyenne vallée de l’Authie et ses versants entre Beauvoir-Wavans et Raye-sur-Authie. Cette ZNIEFF de la moyenne vallée de l’Authie comprend une organisation paysagère régulière avec le fond de vallée humide, des versants calcaires, pentes boisées et hauteurs cultivées.

Carte des ZNIEFF de type 1 et 2 sur la commune
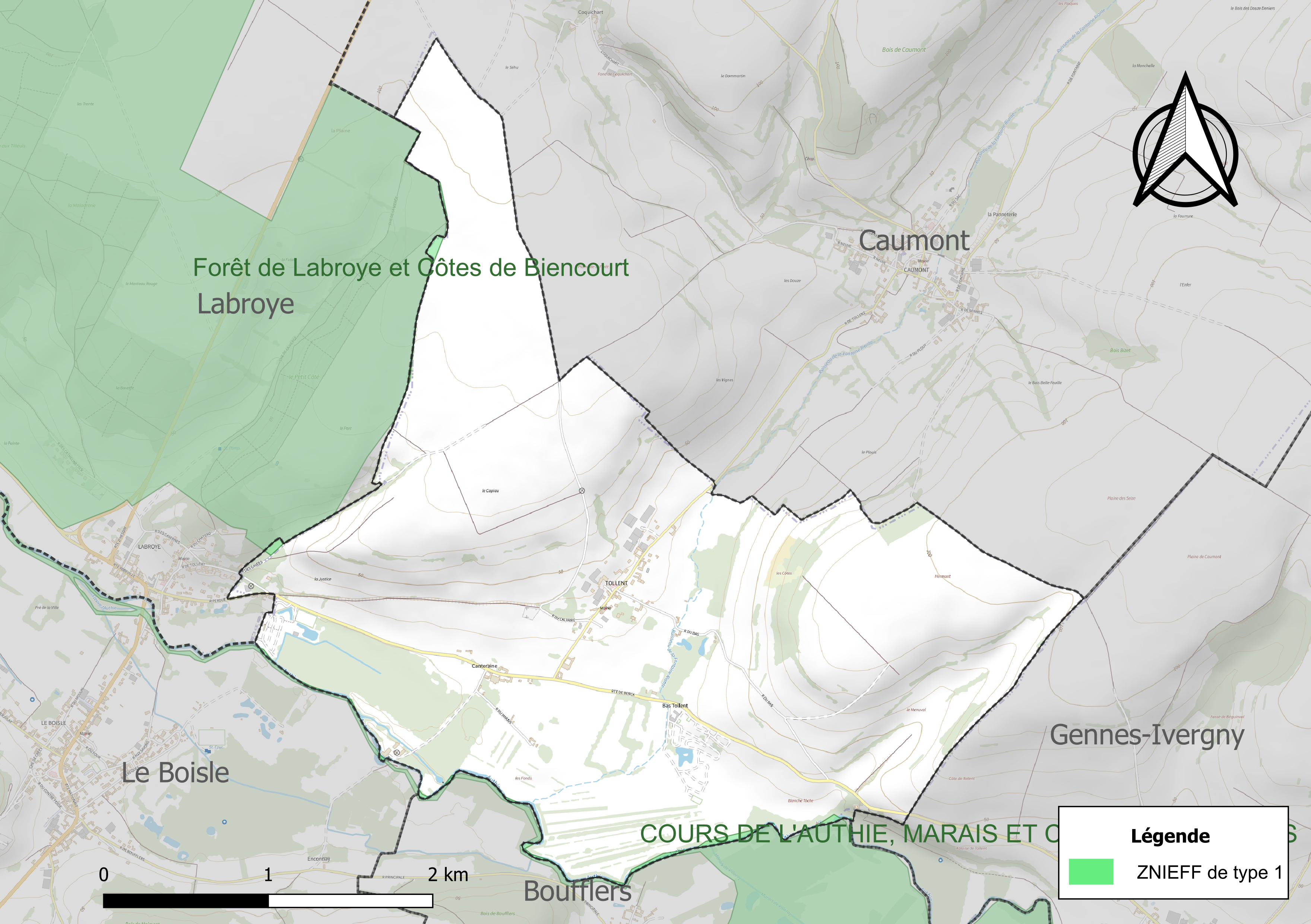
Carte de la ZNIEFF de type 1 sur la commune.
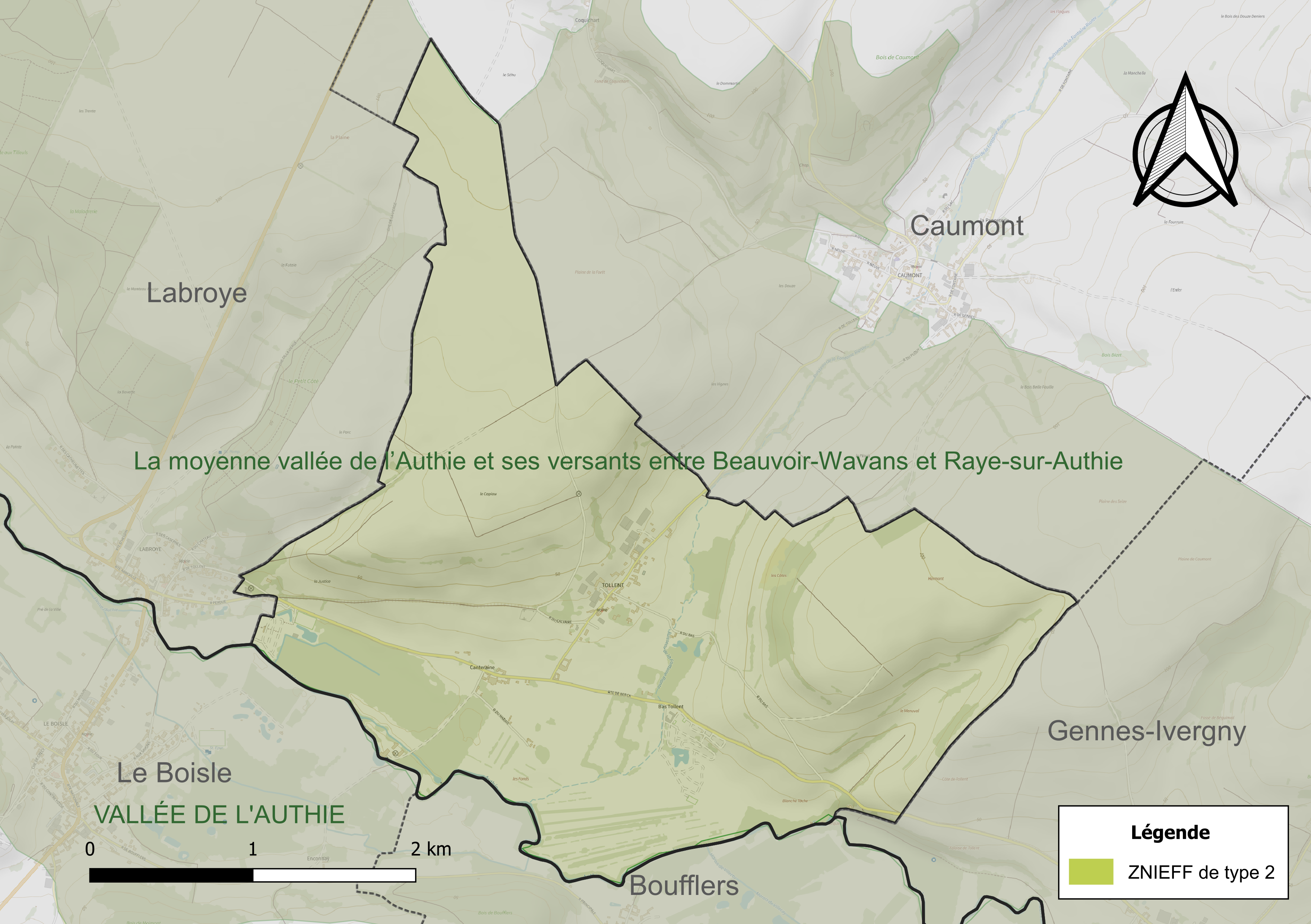
Carte de la ZNIEFF de type 2 sur la commune.

#### Site Natura 2000
Le réseau Natura 2000 est un réseau écologique européen de sites naturels d’intérêt écologique élaboré à partir des directives « habitats » et « oiseaux ». Ce réseau est constitué de zones spéciales de conservation (ZSC) et de zones de protection spéciale (ZPS). Dans les zones de ce réseau, les États membres s'engagent à maintenir dans un état de conservation favorable les types d'habitats et d'espèces concernés, par le biais de mesures réglementaires, administratives ou contractuelles.
Sur la commune, un site Natura 2000 de type B est défini en zone spéciale de conservation : les pelouses, bois, forêts neutrocalcicoles et système alluvial de la moyenne vallée de l'Authie, d’une superficie de 115 hectares et d'une altitude variant de 17  à   138 mètres.

## Urbanisme

### Typologie
Au 1er janvier 2024, Tollent est catégorisée commune rurale à habitat très dispersé, selon la nouvelle grille communale de densité à sept niveaux définie par l'Insee en 2022.
Elle est située hors unité urbaine et hors attraction des villes,.

### Occupation des sols
L'occupation des sols de la commune, telle qu'elle ressort de la base de données européenne d’occupation biophysique des sols Corine Land Cover (CLC), est marquée par l'importance des territoires agricoles (94,5 % en 2018), en augmentation par rapport à 1990 (84,4 %). La répartition détaillée en 2018 est la suivante : 
terres arables (49,3 %), prairies (38,3 %), zones agricoles hétérogènes (6,9 %), forêts (4,5 %), zones urbanisées (0,9 %). L'évolution de l’occupation des sols de la commune et de ses infrastructures peut être observée sur les différentes représentations cartographiques du territoire : la carte de Cassini (XVIIIe siècle), la carte d'état-major (1820-1866) et les cartes ou photos aériennes de l'IGN pour la période actuelle (1950 à aujourd'hui).

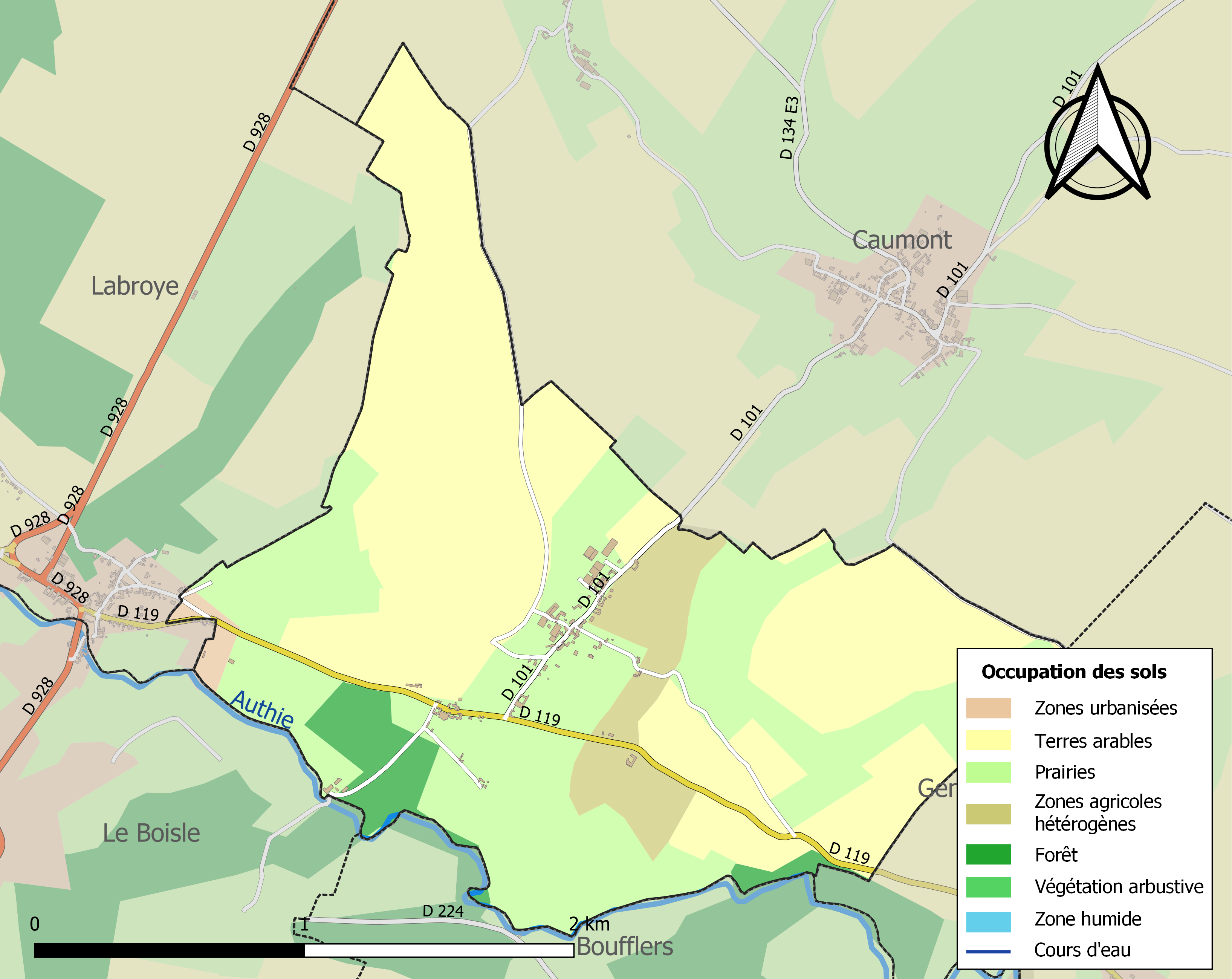
Carte des infrastructures et de l'occupation des sols de la commune en 2018 (CLC).

## Toponymie
Le nom de la localité est attesté sous les formes Tollentum (fin XIe siècle) ; Toilum (1120) ; Tholent (1244) ; Tolent (1274) ; Toulent (1296) ; Tollehant (1374) ; Toleng (1375) ; Tollen (1559).

## Politique et administration

### Découpage territorial
La commune se trouve dans l'arrondissement d'Arras du département du Pas-de-Calais.

#### Commune et intercommunalités
La commune faisait partie de la petite communauté de communes de l'Auxillois créée fin 1998.
Dans le cadre des dispositions de la loi portant nouvelle organisation territoriale de la République (Loi NOTRe) du 7 août 2015, qui prévoit que les établissements publics de coopération intercommunale (EPCI) à fiscalité propre doivent avoir un minimum de 15 000 habitants, le préfet du Pas-de-Calais a publié le 12 octobre 2015 un projet de schéma départemental de coopération intercommunale qui prévoyait diverses fusion d'intercommunalité. À l'initiative des intercommunalités concernées, la Commission départementale de coopération intercommunale (CDCI) adopte le 26 février 2016 un amendement à ce projet, proposant la fusion de : 

- la communauté de communes de l'Auxillois, regroupant 16 communes dont une de la Somme et 5 217 habitants ;

- la communauté de communes de la région de Frévent, regroupant 12 communes et 6 567 habitants ;

- de la communauté de communes des Vertes Collines du Saint-Polois, regroupant 58 communes et 19 585 habitants ;

- de la communauté de communes du Pernois, regroupant 18 communes et 7 114 habitants.
Le schéma, intégrant notamment cette évolution, est approuvé par un arrêté préfectoral du 30 mars 2016, et la communauté de communes du Ternois, dont la commune est désormais membre, est créée par un arrêté préfectoral du 30 août 2016 qui a pris effet le 1er janvier 2017.

#### Circonscriptions administratives
La commune fait partie depuis 1793 du canton d'Auxi-le-Château. Dans le cadre du redécoupage cantonal de 2014 en France, ce canton, qui intègre toujours la commune, s'accroit et passe de 26 à 84 communes.

#### Circonscriptions électorales
Pour l'élection des députés, la commune fait partie de la première circonscription du Pas-de-Calais.

### Élections municipales et communautaires

#### Liste des maires
| Période                                  | Période                    | Identité      | Étiquette | Qualité                                      |
| ---------------------------------------- | -------------------------- | ------------- | --------- | -------------------------------------------- |
| Les données manquantes sont à compléter. |                            |               |           |                                              |
| mars 2001                                | 2020                       | Roger Lagache | SE        | VRP retraité Réélu pour le mandat 2014-2020, |
| 5 juillet 2020                           | En cours (au 8 avril 2022) | Regis Bezu    |           | Agriculteur,                                 |

## Population et société

### Démographie

#### Évolution démographique
L'évolution du nombre d'habitants est connue à travers les recensements de la population effectués dans la commune depuis 1793. Pour les communes de moins de 10 000 habitants, une enquête de recensement portant sur toute la population est réalisée tous les cinq ans, les populations de référence des années intermédiaires étant quant à elles estimées par interpolation ou extrapolation. Pour la commune, le premier recensement exhaustif entrant dans le cadre du nouveau dispositif a été réalisé en 2008.

En 2022, la commune comptait 86 habitants, en évolution de −5,49 % par rapport à 2016 (Pas-de-Calais : −0,72 %, France hors Mayotte : +2,11 %).
| 1793 | 1800 | 1806 | 1821 | 1831 | 1836 | 1841 | 1846 | 1851 |
| ---- | ---- | ---- | ---- | ---- | ---- | ---- | ---- | ---- |
| 256  | 252  | 235  | 252  | 246  | 273  | 254  | 244  | 217  |

| 1856 | 1861 | 1866 | 1872 | 1876 | 1881 | 1886 | 1891 | 1896 |
| ---- | ---- | ---- | ---- | ---- | ---- | ---- | ---- | ---- |
| 208  | 181  | 194  | 192  | 204  | 188  | 194  | 164  | 150  |

| 1901 | 1906 | 1911 | 1921 | 1926 | 1931 | 1936 | 1946 | 1954 |
| ---- | ---- | ---- | ---- | ---- | ---- | ---- | ---- | ---- |
| 160  | 155  | 166  | 152  | 143  | 140  | 153  | 148  | 126  |

| 1962 | 1968 | 1975 | 1982 | 1990 | 1999 | 2006 | 2008 | 2013 |
| ---- | ---- | ---- | ---- | ---- | ---- | ---- | ---- | ---- |
| 142  | 148  | 118  | 86   | 82   | 77   | 86   | 89   | 93   |

| 2018 | 2022 | - | - | - | - | - | - | - |
| ---- | ---- | - | - | - | - | - | - | - |
| 92   | 86   | - | - | - | - | - | - | - |

#### Pyramide des âges
En 2018, le taux de personnes d'un âge inférieur à 30 ans s'élève à 30,5 %, soit en dessous de la moyenne départementale (36,7 %). À l'inverse, le taux de personnes d'âge supérieur à 60 ans est de 34,7 % la même année, alors qu'il est de 24,9 % au niveau départemental.
En 2018, la commune comptait 44 hommes pour 48 femmes, soit un taux de 52,17 % de femmes, légèrement supérieur au taux départemental (51,50 %).
Les pyramides des âges de la commune et du département s'établissent comme suit.
| Hommes | Classe d’âge | Femmes |
| ------ | ------------ | ------ |
| 2,3    | 90 ou +      | 4,2    |
| 6,8    | 75-89 ans    | 12,5   |
| 25,0   | 60-74 ans    | 18,8   |
| 27,3   | 45-59 ans    | 16,7   |
| 11,4   | 30-44 ans    | 14,6   |
| 6,8    | 15-29 ans    | 14,6   |
| 20,5   | 0-14 ans     | 18,8   |

| Hommes | Classe d’âge | Femmes |
| ------ | ------------ | ------ |
| 0,5    | 90 ou +      | 1,6    |
| 5,6    | 75-89 ans    | 8,9    |
| 16,7   | 60-74 ans    | 18,1   |
| 20,2   | 45-59 ans    | 19,2   |
| 18,9   | 30-44 ans    | 18,1   |
| 18,2   | 15-29 ans    | 16,2   |
| 19,9   | 0-14 ans     | 17,9   |

## Culture locale et patrimoine

### Lieux et monuments

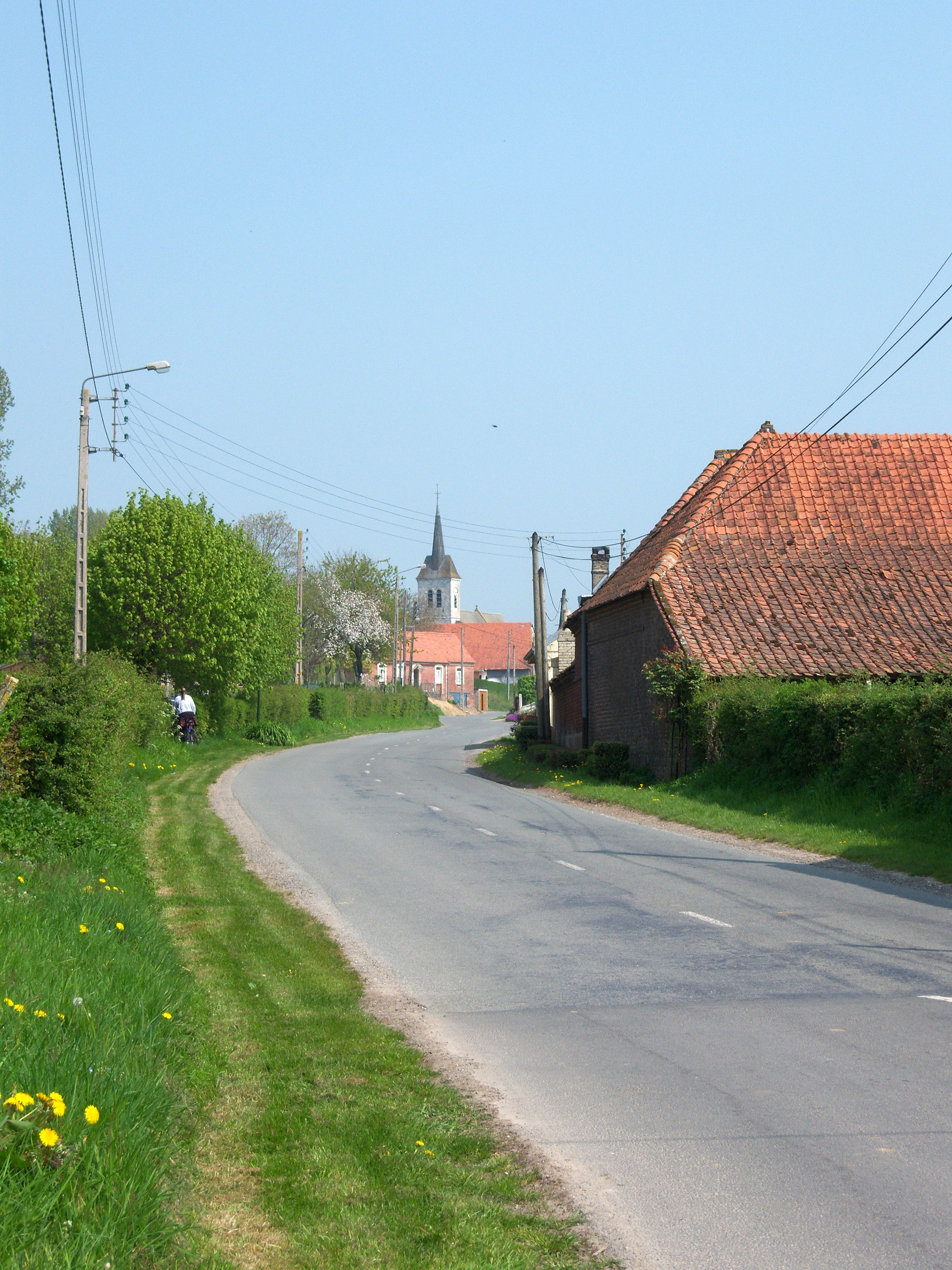
L'église de Tollent.

- L'église Notre-Dame.
- Le monument aux morts[42].

### Héraldique
| Armes de Tollent | Les armes de Tollent se blasonnent ainsi : de gueules à la fasce d'argent, accompagnée en chef d'un lion du même et en pointe d'une tour aussi d'argent. |

## Pour approfondir